# Тепловка (Чамзінський район)
Тепло́вка (рос. Тепловка, ерз. Тепловка) — присілок у складі Чамзінського району Мордовії, Росія. Входить до складу Апраксінського сільського поселення.

## Населення
Населення — 6 осіб (2010; 5 у 2002).
Національний склад (станом на 2002 рік):
- росіяни — 80 %